# Castillo de Berlanga de Duero
El castillo de Berlanga de Duero se encuentra en Berlanga de Duero, en la provincia de Soria, comunidad autónoma de Castilla y León en España. Fue construido entre los siglos XV, cuando tuvo la función de castillo señorial, y en el XVI cuando se transformó en una fortaleza artillera.
En los siglos X y XI, hubo en el lugar una fortaleza musulmana que, en el XII, tras la conquista castellana, se amplió con el cinturón exterior amurallado que se conserva.

## Historia
Bordeada por el río Escalote y abrazada por el Duero, se corona por la imponente silueta del castillo que la vigila desde el Coborrón. El conjunto monumental está formado por los restos de la fortaleza tardomedieval (siglo XV), la fortaleza artillera de época renacentista (siglo XVI), la muralla que ciñe el cerro en su base (siglo XII) y el Palacio de los Duques de Frías (siglo XVI). 
El conjunto se inició entre los años 1460 y 1480 por encargo de D. Luis Tovar y doña María de Guzmán, que ordenaron levantar el castillo señorial, para servir de fortaleza defensiva y residencia familiar, sobre un castillo anterior situado en lo alto del cerro, donde se localizaba la primitiva villa de Berlanga protegida por la muralla situada a los pies del cerro. 
En el año 1512 se proyectó y comenzó a ejecutar el nuevo castillo, configurado como una fortaleza artillera, con fines militares. Esta nueva fortaleza se adaptó tanto a la topografía abrupta del terreno como a la construcción anterior (el castillo medieval señorial). 
En el programa constructivo de los linajes Tovar y de los Duques de Frías se encontraba además la erección del palacio en el recinto interior de la muralla del siglo XII, adaptado a los nuevos modos de vida. Este palacio y sus jardines intramuros estructurados en diversos niveles sufrieron, en 1811, un incendio y una destrucción por parte de las tropas napoleónicas, por lo que en la actualidad solo se conserva su fachada principal.
Durante los años 2004-2005 se acometió por parte de la Junta de Castilla y León un Plan Director, un conjunto de planes y actuaciones orientadas a la mejor conservación, protección y revitalización de este rico patrimonio. Se incluyen estudios de investigación, consolidación y restauración de los restos del monumento o actuaciones en el entorno.

## Descripción
El castillo señorial (siglo XV) presenta planta rectangular, en la que destaca el cubo de planta circular, en el ángulo sur, y la torre del homenaje en el lado opuesto. En el interior, dos patios articulan el espacio: uno, a la entrada, más sencillo, funcionó como patio de armas; y el otro, se planteó como patio palacial porticado, con columnas góticas, tiene en el centro un aljibe con una conducción que lleva al depósito de agua. 
A partir del castillo señorial medieval, en el siglo XVI se construyó la fortaleza artillera. Tiene planta rectangular con pontentes cubos en cada ángulo, orientados a los puntos cardinales, los dos delanteros albergan sendas casamatas para instalar la artillería de la fortaleza. Los muros, levantados con piedra de sillería de calidad, tienen cinco metros de espesor y se rematan con un parapeto inclinado para desviar los impactos de artillería. 

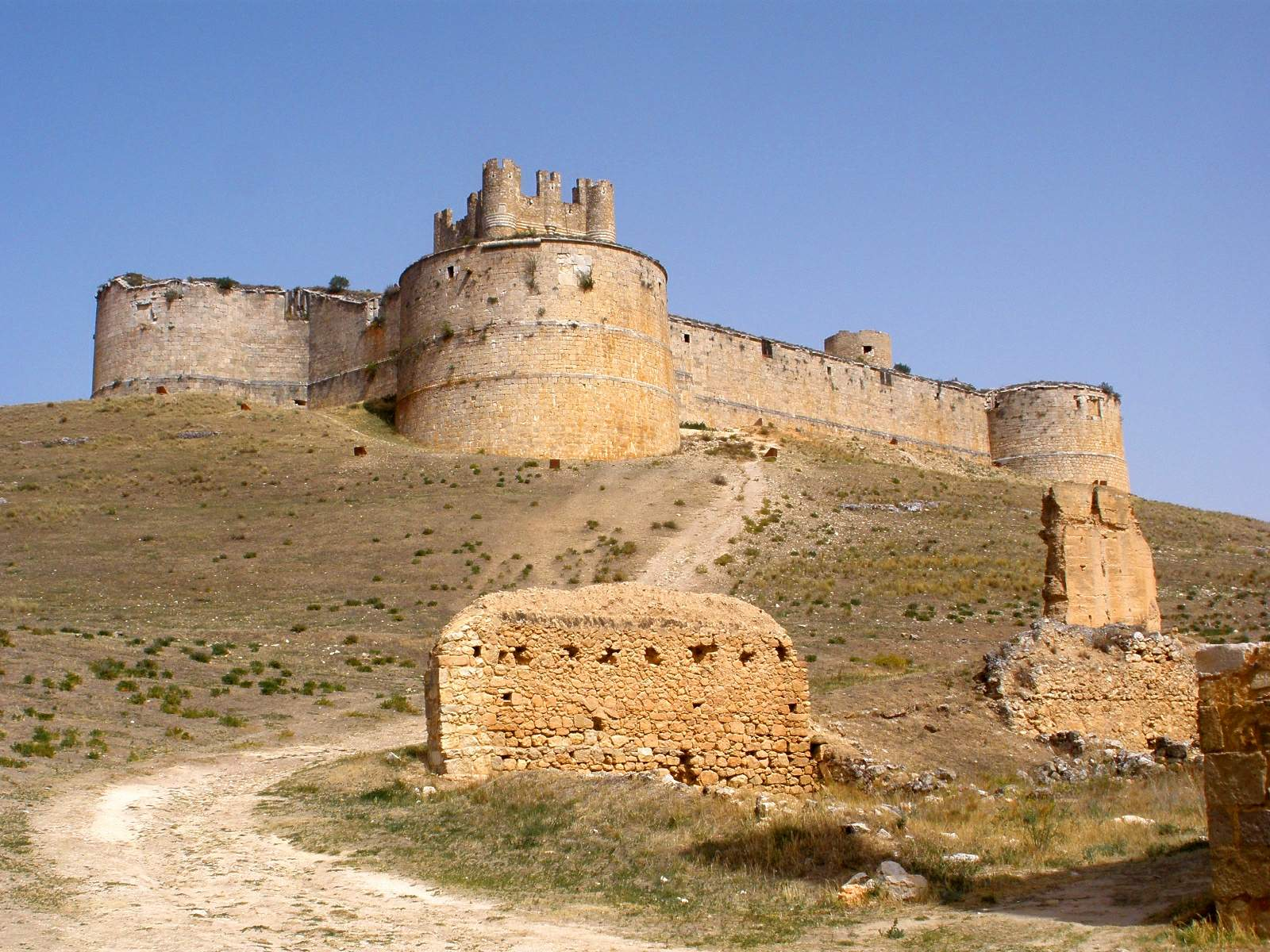
Vista desde la población
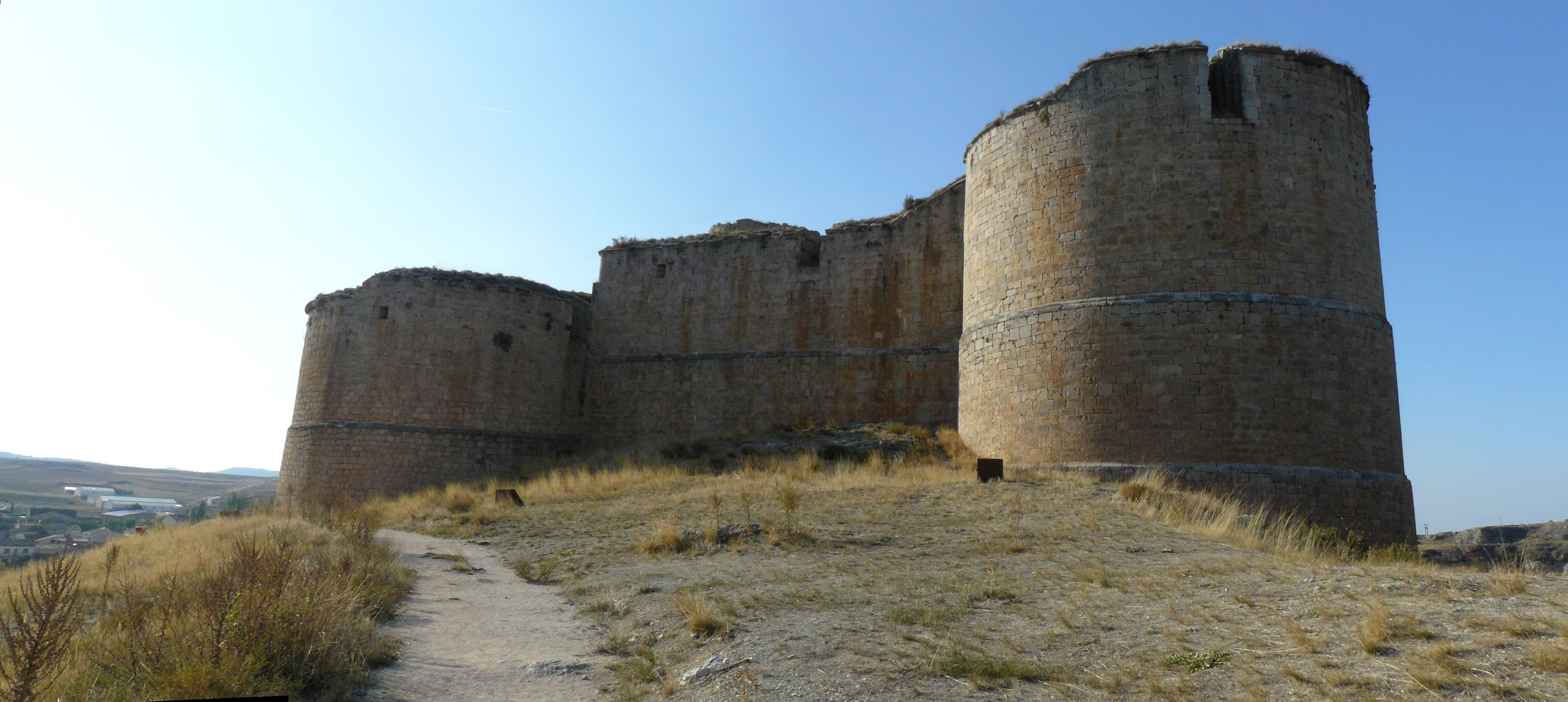
Cubos del siglo XVI
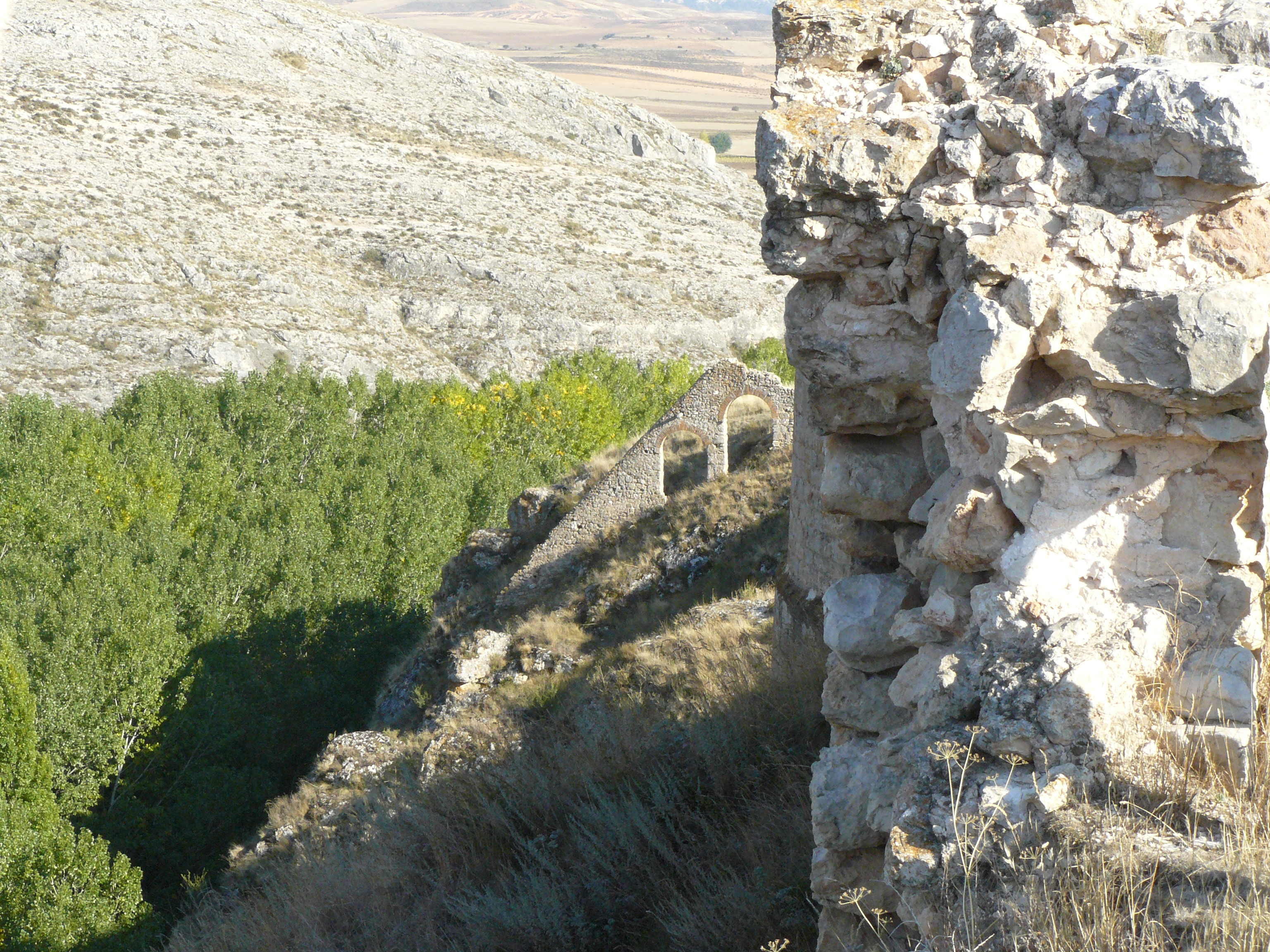
Acueducto de los jardines
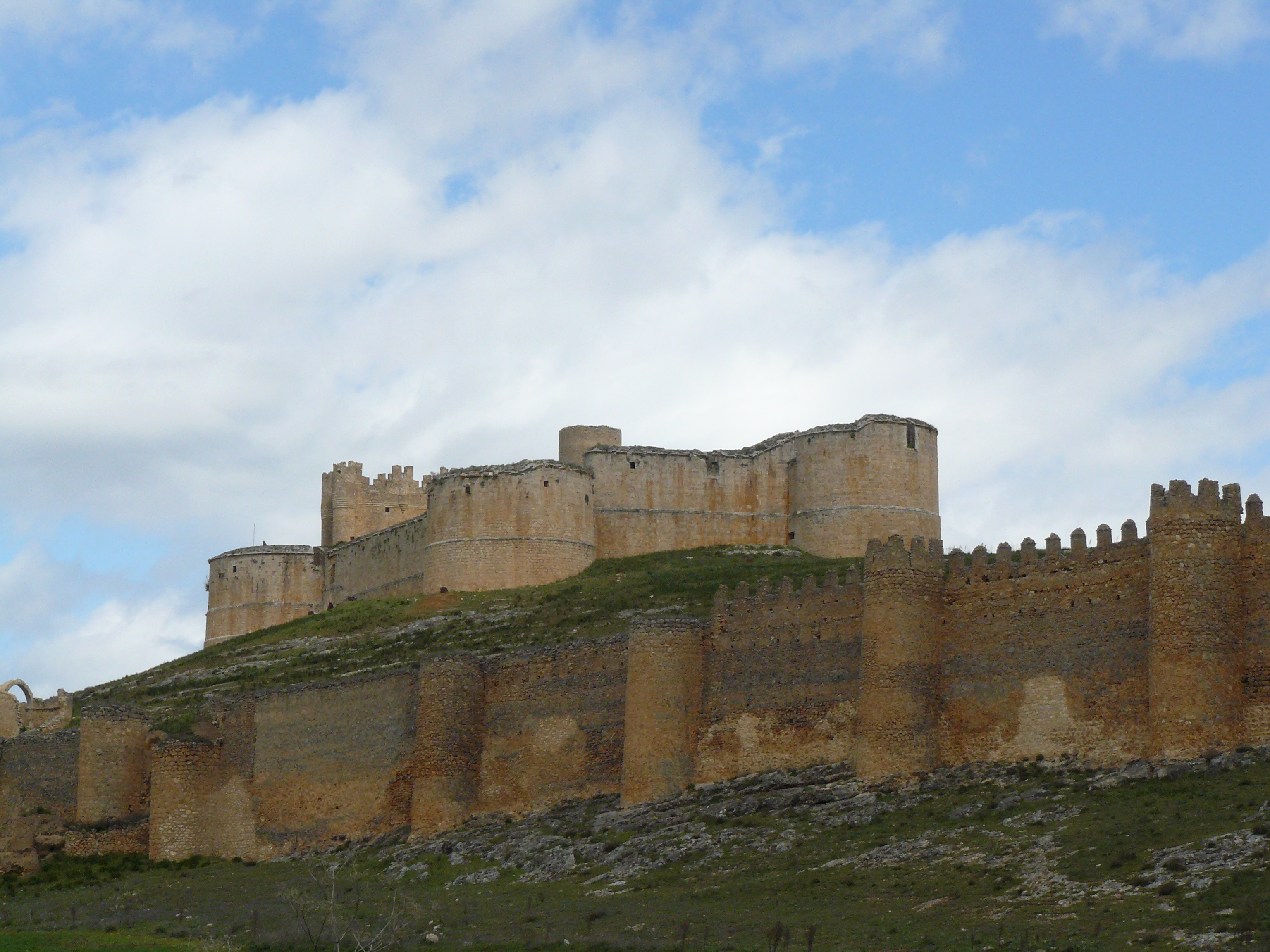
Muralla del siglo XII
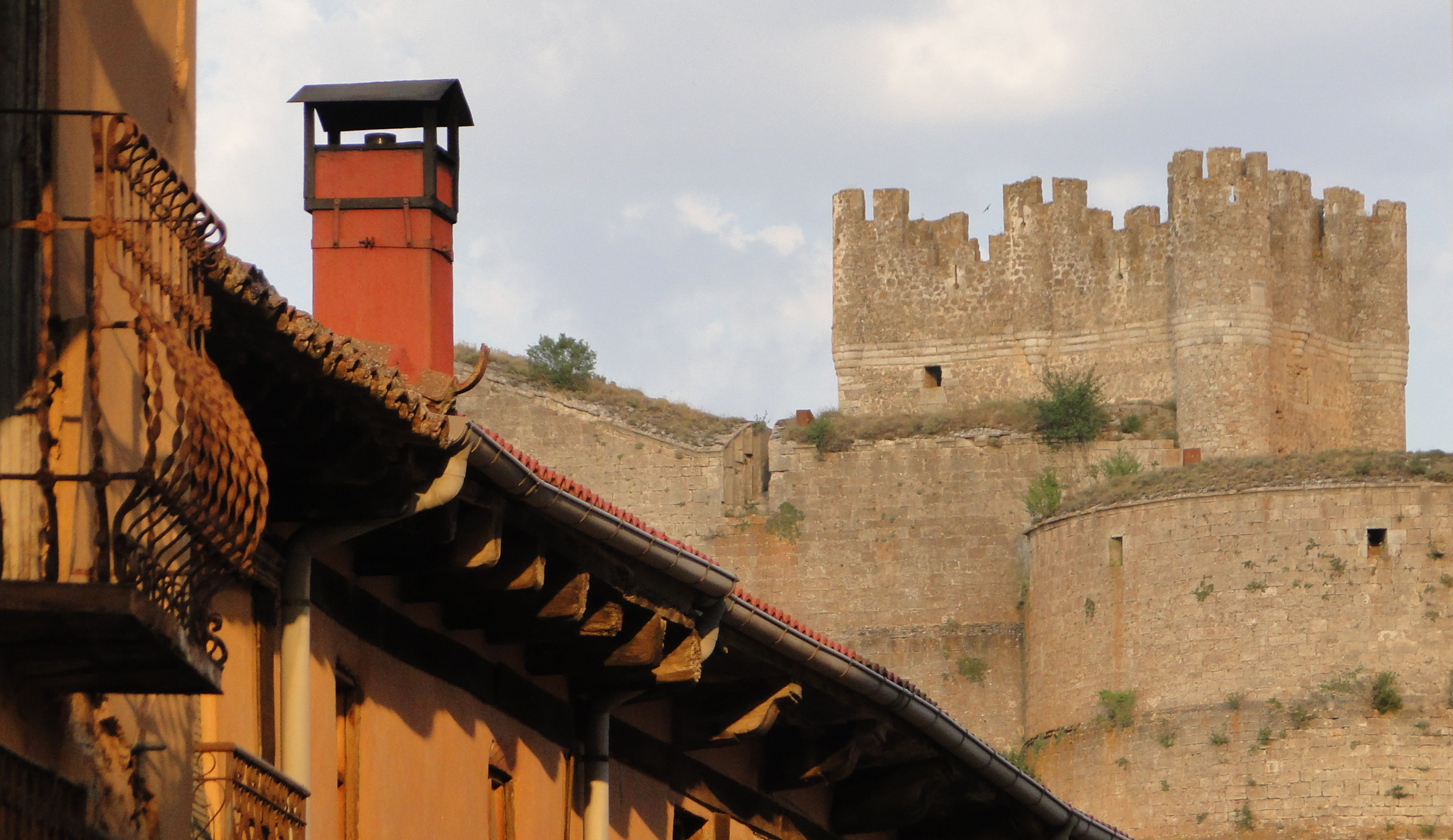
Vista de teleobjetivo
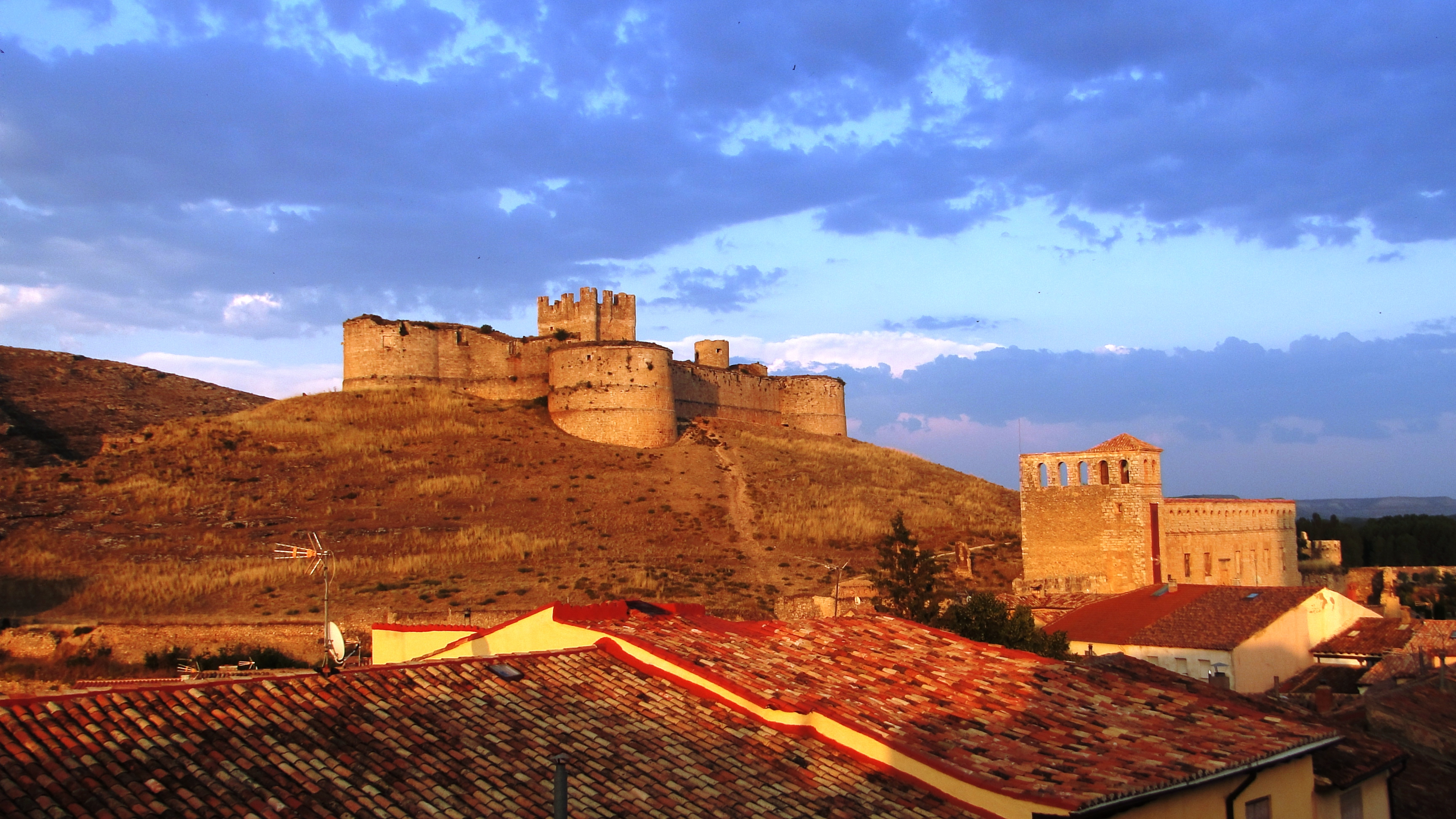
Vista general